# Sisyrinchium pringlei
Sisyrinchium pringlei är en irisväxtart som beskrevs av Benjamin Lincoln Robinson och Jesse More Greenman. Sisyrinchium pringlei ingår i släktet gräsliljor, och familjen irisväxter. Inga underarter finns listade i Catalogue of Life.